# Wadas (Kandangan)
Wadas is een bestuurslaag in het regentschap Temanggung van de provincie Midden-Java, Indonesië. Wadas telt 3650 inwoners (volkstelling 2010).